# Jef Rottiers
Jozef Melania Jan (Jef) Rottiers (Mechelen, 27 augustus 1904 – aldaar, 11 april 1985) was een Belgisch beiaardier.

## Biografie
Hij was zoon van een meubelmaker/beeldhouwer Hendrik Philip Rottiers en Clara Ursula Joanna Kers. Van zijn vader kreeg hij in zijn prille jaren schilderles (op paneeltjes). Tijdens de Eerste Wereldoorlog verbleef het gezin in Ierland. Na de oorlog keerde het gezin terug. Rottiers studeerde voor onderwijzer aan de Katholieke Normaalschool in zijn geboorteplaats. Hij gaf er vervolgens vele jaren les aan het Onze Lieve Vrouwe-Waver. Tijdens die periode volgde hij lessen aan de Koninklijke Academie voor Beeldende Kunsten van Mechelen. Hij werd lid van het gemengde koor 'de Cijferisten' van Alfons Verbist (docent aan de normaalschool) en leerde zichzelf piano spelen. Op zijn piano begeleidde hij onder anderen tenor Robert Gooris op enkele concerten.
In 1927 behaalde zijn buurjongen Theo Andriaens zijn beiaarddiploma op de Koninklijke Beiaardschool verderop in hun straat. Op zijn aanraden ging Rottiers in 1928/1929 de opleiding aan de Mechelse Beiaardschool volgen en kreeg les van Jef Denijn, Jef Van Hoof, Staf Nees en Vincent Van Geyseghem (klokkenkunde/campanologie). In 1933 haalde hij zijn diploma 'met onderscheiding' en behaalde daarmee tevens de Cardinal Mercier Scholarship. Hij bleef onderwijzer, en trad als gastbeiaardier niet alleen in België op, maar ook in Nederland, Frankrijk en Engeland. Er kwam ook muziek van zijn hand, zoals de Prelude in F (1938) dat hem de stadsprijs van Mechelen opleverde en ook regelmatig in Nederland te horen was. Tijdens de Tweede Wereldoorlog bleef hij aan het werk en schreef hoorspelen/luisterspelen voor het NIR; hetgeen hem na de oorlog zodanige problemen opleverde, dat hij een aantal jaren gedwongen verbleef in de Kazerne Dossin. In 1951 won hij opnieuw een prijs, dit maal van de Beiaardschool voor zijn werk Sprookje voor beiaard. En kon hij aan de slag als beiaardier van Meise.
In 1952 publiceerde hij, in samenwerking met de Beiaardschool en met financiële steun van klokgieter Marcel Michiels een overzichtswerk: Beiaarden in België. Hij bezocht alle beiaarden om de nodige gegevens te verzamelen en illustreerde het met eigen pentekeningen. Hij richtte in die jaren met John Gebruers, Jan Feyen en Adriaan De Groot de Oud-leerlingenbond van de beiaardschool op.
In 1959 won hij op het Internationale Beiaardconcours te Hilversum de Improvisatieprijs. Later dat jaar werd hij aangesteld tot leraar aan de Beiaardschool te Mechelen, welke functie hij tot 1974 uitoefende. Jos D'hollander was zijn opvolger. In al die jaren als beiaardier jureerde hij bij wedstrijden op beiaardgebied.
Met zijn compositie Fantasia voor beiaard op ADG eerde hij zijn vakgenoot, de Nederlandse beiaardier Adriaan De Groot, die werkzaam was in Bergen op Zoom, Mechelen en Antwerpen.
In zijn vrije tijd schilderde Rottiers vrij werk, maar maakte ook kopieën van beroemde werken van collegae. Een van zijn opmerkelijkste werken daarin werd De dwaze wereld, geïnspireerd door Pieter Bruegel de Oude schilderde hij opnieuw een schilderij met verwijzingen naar Vlaamse spreekwoorden, maar dan 20e-eeuws.
- Bibliothèque nationale de France: cb13838467w (data)
- Gemeinsame Normdatei: 140362517
- International Standard Name Identifier: 0000 0000 7448 3405
- Library of Congress Control Number: no2016104340
- MusicBrainz: cbc30e01-b983-435f-93e9-aba9b45f39f0
- Nederlandse Thesaurus van Auteursnamen: 401372030
- RKD-Nederlands Instituut voor Kunstgeschiedenis: 480996
- Système universitaire de documentation: 193196220
- Virtual International Authority File: 103885888
- WorldCat: E39PCjDxYM88k4DygggTv68YGd